# Reddingsdood
Reddingsdood is het verschijnsel, dat slachtoffers van een ongeluk kort na de redding onverwacht overlijden. Dit treedt in het bijzonder op bij hypothermie of als het slachtoffer ingeklemd was.
Als bij hypothermie de bloedsomloop ongecontroleerd op gang komt, komt te veel koud bloed uit de ledematen en wordt de kerntemperatuur van het lichaam gevaarlijk laag. Dit kan bijvoorbeeld gebeuren doordat het slachtoffer beweegt voordat hij voldoende opgewarmd is. Hierdoor kunnen hartritme-stoornissen ontstaan.
Na de bevrijding van ingeklemde ledematen, komt bloed met veel afvalproducten weer in circulatie. Dit kan een shock, schade aan de nieren en hartstilstand veroorzaken. De belangrijkste afvalproducten komen waarschijnlijk van de beschadigde spieren: myoglobine, kalium en fosfor. Een shock kan na de redding ook veroorzaakt worden doordat het slachtoffer zich ontspant en minder stresshormonen produceert. Daardoor verwijden zich de bloedvaten en zakt de bloeddruk.
Bij schipbreukelingen die uit het water gehaald worden, kan de bloeddruk gevaarlijk laag zakken doordat de tegendruk die het water uitoefende, wegvalt.